# Loka pri Framu
Loka pri Framu este o localitate din comuna Rače - Fram, Slovenia, cu o populație de 143 de locuitori.